# Encamp (miasto)
Encamp – miasto w Andorze, stolica parafii o tej samej nazwie. W 2012 roku liczyło 7943 mieszkańców. Czwarte co do wielkości miasto kraju. Miasto położone jest w dolinie rzeki Valira d'Orient i jest połączone koleją linową długości 6,2 km z jeziorem Engolasters. Centrum miejscowości znajduje się na wysokości 1300 m n.p.m.
Encamp jest stacją narciarską wchodzącą w skład Grandvaliry – największego ośrodka narciarskiego Andory. 

## Radiostacja
Radio Andorra nadawało za pośrednictwem radiostacji w Encamp od sierpnia 1939 do kwietnia 1981 roku. Antena nadawcza stoi tam nadal.

## Gospodarka
Gospodarka miasta i parafii opiera się głównie na przychodach z turystyki (narciarstwo, wspinaczka) i handlu detalicznego. W niedalekiej odległości od miasta, nad jeziorem Engolasters, znajduje się elektrownia wodna.

## Transport
Trwa budowa tunelu drogowego, który ma połączyć Encamp z miejscowością Anyós w sąsiedniej parafii La Massana. Gdy budowa zostanie ukończona – co ma nastąpić w roku 2011 – czas przejazdu między obiema miejscowościami zostanie skrócony z dzisiejszych 30-45 minut do 5 minut.